# Dorfplatz Meilen
Der Dorfplatz Meilen liegt im Dorfzentrum von Meilen im Kanton Zürich.

## Geschichte
Seit 1958 war das Thema der Umgestaltung des Dorfzentrums präsent. Es wurden zahlreiche Projekte zur Aufwertung des Dorfkerns ausgearbeitet. In dieser Zeit wurde der Platz vor allem als Parkplatz genutzt. Nach langer Planungszeit und vielen Abstimmungen wurde am 9. März 2009 das Projekt Mezzetino der Architektengemeinschaft Blättler Dafflon/Horisberger Wagen (Zürich) angenommen, welches den Dorfplatz komplett umgestaltete, für eine gute Dorf-Atmosphäre sorgen sollte und ein Café sowie ein Parkhaus bietet. Es lässt jedoch den Altbau in seinem äusseren Auftritt bestehen. Das Projekt „Mezzetino“ lässt Alt- und Neubau zu einer Einheit verwachsen.

## Material
Die silbergrauen Steinplatten aus Muskovit-Glimmer-Gneis, die den Dorfplatz und die Freitreppe schmücken, stammen vom höchstgelegenen Steinbruch der Schweiz am San-Bernardino-Pass auf 2200 m. ü. M. Zusätzlich wurde im öffentlichen Teil des Gemeindehaus-Anbaus mit dem Material gearbeitet. Für den Meilemer Dorfplatz sind die Platten zwanzig Zentimeter breit und weisen unterschiedliche Längen auf. Überall, wo der Dorfplatz befahrbar sein muss, sind sie zehn Zentimeter dick, an den anderen Stellen drei Zentimeter. Dadurch ergibt sich eine Struktur auf dem Platz.

## „Kugelwunder“-Brunnen von Hans Fischli
Die Marmorkugel-Gruppe «Kugelwunder/Wunderkugeln» wurde im Jahr 1977 von Hans Fischli gebaut. Die Gemeinde Meilen wünschte sich eine Skulptur, entweder vor der Bank auf der Seite der Dorfstrasse oder Richtung Sekundarschulhaus.
Schnell waren sich Künstler und Auftraggeber einig, dass der Brunnen Richtung Schule, die am alten Dorfplatz stand, am optimalen Platz sei. Den genauen Standort bestimmte Fischli selber. Hans Fischli sagt zum Brunnen: «Der Durchmesser der kleinen Kugel wird zum Radius der nächst-grösseren Kugel – deren Durchmesser wiederum wird zum Radius der grössten Kugel – deren Durchmesser entspricht dem Radius des inneren Beckens und so geht es weiter bis zum äussersten Rand. Also eine ganz simple Regel 1:2:4 usw. Die Platte ist ebenfalls aus weissem Marmor; aus Dimensionsgründen wollte ich sie nicht an einem Stück, sondern teilte sie in der Mitte.» Rund um den Brunnen wurden nach der Fertigstellung Holzbänke platziert.
Die Kosten für eine Restaurierung übernahm die Gemeinde Meilen. Nachdem durch das Mezzetinoprojekt der gesamte Dorfplatz umgebaut worden war, war es der Gemeinde wichtig, den Brunnen zu erhalten. Im Vergleich zu seinem alten Standort wurde «Kugelwunder/Wunderkugeln» um einige Meter nach Südosten versetzt, so dass seine klaren Formen mehr Raum erhalten. Der Brunnen wurde nach Absprache mit Hans Fischlis Sohn Peter Fischli, ebenfalls Künstler, leicht modifiziert. Heute ist das Wasser aus Sicherheitsgründen weniger tief. Der alte Brunnen wurde als Erinnerung auf dem neugestalteten Platz platziert.